# Hydropsyche phalerata
Hydropsyche phalerata är en nattsländeart som beskrevs av Hagen 1861. Hydropsyche phalerata ingår i släktet Hydropsyche och familjen ryssjenattsländor. Inga underarter finns listade i Catalogue of Life.